# Raissac-d’Aude
Raissac-d’Aude – miejscowość i gmina we Francji, w regionie Oksytania, w departamencie Aude. Między Raissac-d’Aude a Saint-Nazaire-d’Aude rzeka Orbieu uchodzi do Aude.
Według danych na rok 1990 gminę zamieszkiwało 238 osób, a gęstość zaludnienia wynosiła 40 osób/km² (wśród 1545 gmin Langwedocji-Roussillon Raissac-d’Aude plasuje się na 677. miejscu pod względem liczby ludności, natomiast pod względem powierzchni na miejscu 969.).

## Ludzie związani z Raissac-d’Aude
- Barthélemy Bruguière – rzymskokatolicki biskup, wikariusz apostolski Korei, urodzony w Raissac-d’Aude